# Ceratias
Ceratias is een geslacht van straalvinnige vissen uit de familie van zeeduivels (Ceratiidae). Het geslacht is voor het eerst wetenschappelijk beschreven in 1845 door Krøyer.

## Soorten
- Ceratias holboelli Krøyer, 1845 – Reuzenhengelvis
- Ceratias tentaculatus (Norman, 1930)
- Ceratias uranoscopus Murray, 1877